# Chrysochamela
Chrysochamela là chi thực vật có hoa trong họ Cải.